# Estádio Lino Correia
Het Estádio Lino Correia is een multifunctioneel stadion in Bissau, Guinee-Bissau. Het stadion wordt vooral gebruikt voor voetbalwedstrijden, de voetbalclub Estrela Negra maakt gebruik van dit stadion. Soms speelt het nationale elftal hier ook. In het stadion kunnen 12.000 toeschouwers.